# Comme un lion
Pour plus de détails, voir Fiche technique et Distribution.
Comme un lion est un drame français réalisé par Samuel Collardey sorti en 2013.

## Synopsis
Dans un village du Sénégal, le jeune Mitri, élevé par sa grand-mère, rêve de devenir une vedette du football. Repéré par un détecteur de talents, il peut embarquer pour la France, grâce à l'argent du verger familial et de l'association au sein de laquelle les femmes du village collectent leurs économies. Le contrat qu'il doit signer en France doit permettre à sa grand-mère de rembourser l'argent emprunté.
Abandonné dans un stade par un agent véreux, Mitri erre avant d'être recueilli dans un foyer africain de la région parisienne, puis pris en charge par les services sociaux qui lui font comprendre qu'il lui faut construire un projet de vie.
Il finira par atterrir dans le Pays de Montbéliard en Franche-Comté, non loin des usines Peugeot et de son célèbre Football Club Sochaux-Montbéliard. Cependant, il lui faudra affronter une réalité beaucoup plus prosaïque : serveur dans un restaurant, résidant en foyer, il rencontre Serge, entraîneur d'un modeste club local... Amer et convaincu d'avoir raté sa carrière, Serge tente de briser les espérances de l'adolescent puis, pris d'empathie, l'aidera, en fin de compte, à se perfectionner.

## Fiche technique
- Titre : Comme un lion
- Réalisation : Samuel Collardey
- Scénario : Catherine Paillé, Nadège Trebal et Samuel Collardey
- Directeur de la photographie : Charles Wihelem, Samuel Collardey et Stéphane Raymond
- Montage : Sylvie Lager
- Musique : Vincent Verdoux et Julien Roig
- Producteur : Grégoire Debailly
- Production : Lazennec 3 et Arte France Cinéma
- Distribution : Pyramide Distribution
- Pays :  France
- Genre : drame
- Durée : 1 h 42
- Sortie : 
  -  France : 9 janvier 2013

## Distribution
- Marc Barbé : Serge
- Mytri Attal : Mitri Diop
- Anne Coesens : Françoise
- Marc Berman : Jean-Marie
- Jean-François Stévenin : L'agent français
- Guillaume Cros : Antony
- Éric Hély : Lui-même (caméo)
- Angelique Geraldes : Angelique